# وسادة دهنية
في التشريح، الوسادة الدهنية (بالإنجليزية: Fat pad)‏ هي كتلة من الخلايا الدهنية المجموعة والمتقاربة الومحاطة بحاجز من النسيج الليفي. قد تكون الوسادة الدهنية مزودة بكمية كبيرة من الشعيرات الدموية والنهايات العصبية.

## الأمثلة
- الوسادة الدهنية داخل المفصل، وتغطى بطبقة من الخلايا الزلالية.[1] علامة الوسادة الدهنية تظهر في عظم المرفق، وتدل على احتمال وجود كسر.
- الوسادة الدهنية الشدقية تظهر عند الأطفال الرضع.[1]
- الوسادة الدهنية التي تظهر في الشفرين الكبيرين يمكن استخدامها في الترقيع.[2]
- الوسادات الدهنية التي تظهر في حالة التهاب عقب يمكن أن تسبب متلازمة وسادة العقب.